# La scuola cattolica
Pour plus de détails, voir Fiche technique et Distribution.
La scuola cattolica est un film italien réalisé par Stefano Mordini, sorti en 2021.
Il s'agit de l'adaptation du roman La scuola cattolica (it) d'Edoardo Albinati (2016), lui-même inspiré de faits réels, le massacre du Circeo du 29 septembre 1975.

## Synopsis
À Rome, en 1975 : un quartier résidentiel, un lycée privé. Il semble que rien de significatif ne puisse s'y produire. Pourtant, pour des raisons mystérieuses, en peu de temps, ce rassemblement de jeunes bourgeois neofascistes est traversé par une vague de folie sans précédent : trois lycéens se rendent coupables d'un des crimes les plus sensationnels de l'époque, le massacre du Circeo.

## Fiche technique
Sauf indication contraire, les informations mentionnées dans cette section peuvent être confirmées par la base de données cinématographiques IMDb,  présente dans la section « Liens externes ».
- Titre original : La scuola cattolica[2]
- Réalisation : Stefano Mordini
- Scénario : Massimo Gaudioso, Luca Infascelli (it) et Stefano Mordini, d'après le roman La scuola cattolica (it) d'Edoardo Albinati
- Musique : Andrea Guerra (it)
- Décors : Paolo Bonfini
- Costumes : Grazia Materia
- Photographie : Luigi Martinucci
- Montage : Michelangelo Garrone
- Production : Roberto Sessa
- Sociétés de production : Picomedia ; Warner Bros. Entertainment Italia (co-production)
- Société de distribution : Warner Bros. Entertainment Italia
- Pays de production :  Italie
- Langue originale : italien
- Genre : drame
- Durée : 106 minutes
- Dates de sortie : 
  - Italie : 6 septembre 2021 (Mostra de Venise)[3] ; 7 octobre 2021 (sortie nationale)
  - Monde : 14 septembre 2022 (Netflix)

## Distribution
- Benedetta Porcaroli (VF : Chloé Renaud) : Donatella
- Giulio Pranno (VF : Jean-Rémi Tichit) : Andrea Ghira
- Emanuele Maria Di Stefano (VF : Romain Altché) : Edoardo Albinati
- Giulio Fochetti (VF : Erwan Tostain) : Carlo Arbus
- Leonardo Ragazzini : Salvatore
- Alessandro Cantalini (VF : Nicolas Duquenoy) : Picchiatello Martirolo
- Andrea Lintozzi (VF : Max Geller) : Gioacchino Rummo
- Guido Quaglione : Stefano Jervi
- Federica Torchetti (VF : Anissa Bellone) : Rosaria
- Angelica Elli : Leda Arbus
- Gianluca Guidi (it) : Ludovico Arbus
- Luca Vergoni (VF : Lionel Cecilio) : Angelo Izzo
- Corrado Invernizzi (it) (VF : Cyrille Monge) : le directeur
- Francesco Cavallo (VF : Mathias Timsit) : Gianni Guido
- Fabrizio Gifuni (VF : Arnaud Arbessier) : Golgota
- Valentina Cervi (VF : Flora Brunier) : Eleonora Rummo
- Fausto Russo Alesi (VF : Philippe Peythieu) : Davide Rummo
- Valeria Golino (VF : Claire Morin) : Ilaria Arbus
- Riccardo Scamarcio (VF : Xavier Fagnon) : Raffaele Guido
- Jasmine Trinca : Coralla Martirolo
- Giulio Tropea (VF : Nicolas Dussaut) : Gian Pietro Parboni Aquati

## Production
Le tournage a lieu à Rome et à San Felice Circeo (Latium), pour une durée de huit semaines.

## Accueil
La scuola cattolica est présenté en avant-première, hors compétition, le 6 septembre 2021 à la Mostra de Venise. Il est distribué le 7 octobre 2021 par Warner Bros., en Italie, avec une interdiction aux mineurs de moins de 14 ans.